# トリブバン・ビール・ビクラム・シャハ
トリブバン・ビール・ビクラム・シャハ・デーブ（ネパール語: त्रिभुवन वीर बिक्रम शाहदेव, ラテン文字転写: Tribhuvan Bir Bikram Shah Dev、1906年6月30日 - 1955年3月13日）は、ネパール王国の第8代君主。父は第7代君主プリトビ・ビール・ビクラム・シャハ。第9代君主マヘンドラは長男。第10代君主ビレンドラ、第12代君主ギャネンドラは孫。この王の時代より、王の称号は「国王」となった（それまではマハーラージャーディラージャ）。

## 生涯
1906年6月30日 、プリトビ・ビール・ビクラム・シャハの息子として、カトマンズで生まれた。
1911年12月11日、父王の崩御をうけて5歳で即位した。だが、ラナ家の宰相が政権を牛耳っており彼は傀儡にすぎず、政治に関心を向けぬよう酒と女に関心が向くよう愚王教育を受けさせられた。
1950年、ラナ家とネパール会議派との争いのさなか、子や孫を連れてインドに亡命した。この際、残された孫のギャネンドラがラナ家の宰相モハン・シャムシェル・ジャンガ・バハドゥル・ラナによって国王に即位させられるが、周辺国などはこれを認めなかった。
翌1951年2月、トリブバンはカトマンズに帰還し、復位した（王政復古）。これにより、104年間にわたったラナ家の政治が終焉した。
1955年、スイスのチューリヒで病気療養中に崩御した。

## トリブバンの名称・紙幣
カトマンズのトリブバン国際空港、ラプティ県ダーン・デウクリ郡の町トリブバンナガル（ゴラヒ）、そしてトリブバン大学はトリブバンにちなみ命名された。また、1945年から1955年まで発行されていたネパール・ルピーの全ての紙幣にトリブバンの肖像が使用されていた。